# Amiga 2000
Amiga 2000 ili A2000 bilo je računalo tvrtke Commodore izdano 1987. godine,  nasljednik komercijalno neuspjele Amige 1000. Ciljano tržište bilo je multimedijsko.

## Svojstva
Njegova matična ploča zajedno s procesorom je preuzeta od prethodnika. Jedine dvije konkretne razlike na matičnoj ploči su postajanje ROM memorije koja se više ne treba učitavati s disketa i količina RAM-a koja se s određenim ograničenjima podiže na 1 MB. Osobitost ovog računala bila je mogućnost izmjene podataka s PC računalima zahvaljujući hardverskom unapređenju.
Za razliku od Amige 500, ovo računalo se prodavalo u kućištu sličnom kao kod PC računala, a u originalnom pakiranju imalo je hard disk.
Zbog svoje visoke cijene, računalo nikad nije postiglo veliki uspjeh, a neobične akcije Commodorea su dokazale njegov neuspjeh. U samo tri godine postojanja izdana su dva podmodela ovog računala, u cilju povećanja prodaje. Model Amiga 2500 je bila Amiga 2000 s procesorom Motorola 68020 ili čak Motorola 68030 dok je Amiga 1500 bila originalna verzija samo bez hard diska.

## Prestanak proizvodnje
Izlaskom njegovog nasljednika Amige 3000 1990. godine, prestaje proizvodnja Amige 2000 i Amige 2500.